# Паре-Сар (бахш)
Паре-Сар (перс. پره سر) — бахш в Ірані, в шагрестані Резваншагр остану Ґілян. За даними перепису 2006 року, його населення становило 30033 особи, які проживали у складі 7616 сімей.

## Дегестани
До складу бахша входять такі дегестани:
- Діначал
- Їлакі-є-Арде